# Archaeosporales
Archaeosporales (лат.) — порядок грибов, большинство из которых образуют арбускулярную микоризу с травянистыми растениями; вид Geosiphon pyriformis, единственный представитель семейства Geosiphonaceae, интересен тем, что содержит внутриклеточных симбионтов — цианобактерий из рода Nostoc.